# Älvsborgs Kungsladugård
För andra betydelser, se Älvsborg (olika betydelser).
Älvsborgs Kungsladugård var en kungsladugård i nuvarande stadsdelen Majornas 1:a rote i Majorna i Göteborg. Fram till 1868 låg egendomen i Örgryte socken i Sävedals härad, och borde därför egentligen tillfallit staden redan vid grundandet 1621. Gården ingår i Klippans kulturreservat och var en jordegendom till Älvsborgs slott från 1571 som hade fiskevatten, bedrev jordbruk och kreatursskötsel vilket försåg det kungliga slottet med livsmedel. Innan dess, från 1360-talet, utgjorde Sannegården på Norra älvstranden på Hisingen, basen för slottets försörjning. Man var ursprungligen knuten till Lindholmens slott, men behölls då Älvsborg byggdes för att försörja slottet. Slottets funktion upphörde kring 1340. Kungsgårdens första byggnader låg inom det nuvarande området: Slottsskogsgatan-Carnegiegatan-Birgittagatan-Ostindiegatan. Kungsgårdens storhetstid var 1571-1612. Då Nya Älvsborg omkring 1660 ersatte Älvsborgs slott som befästningsverk, erhöll landshövdingarna Kungsladugård som löneförmån och sommarresidens. Landshövdingen och ståthållaren på Älvsborgs slott var samma person före 1634, men då de mer moderna länen bildades samma år, blev gården löneförmån först åt landshövdingen i Älvsborgs län och därefter åt landshövdingen i Göteborgs och Bohus län 1658.

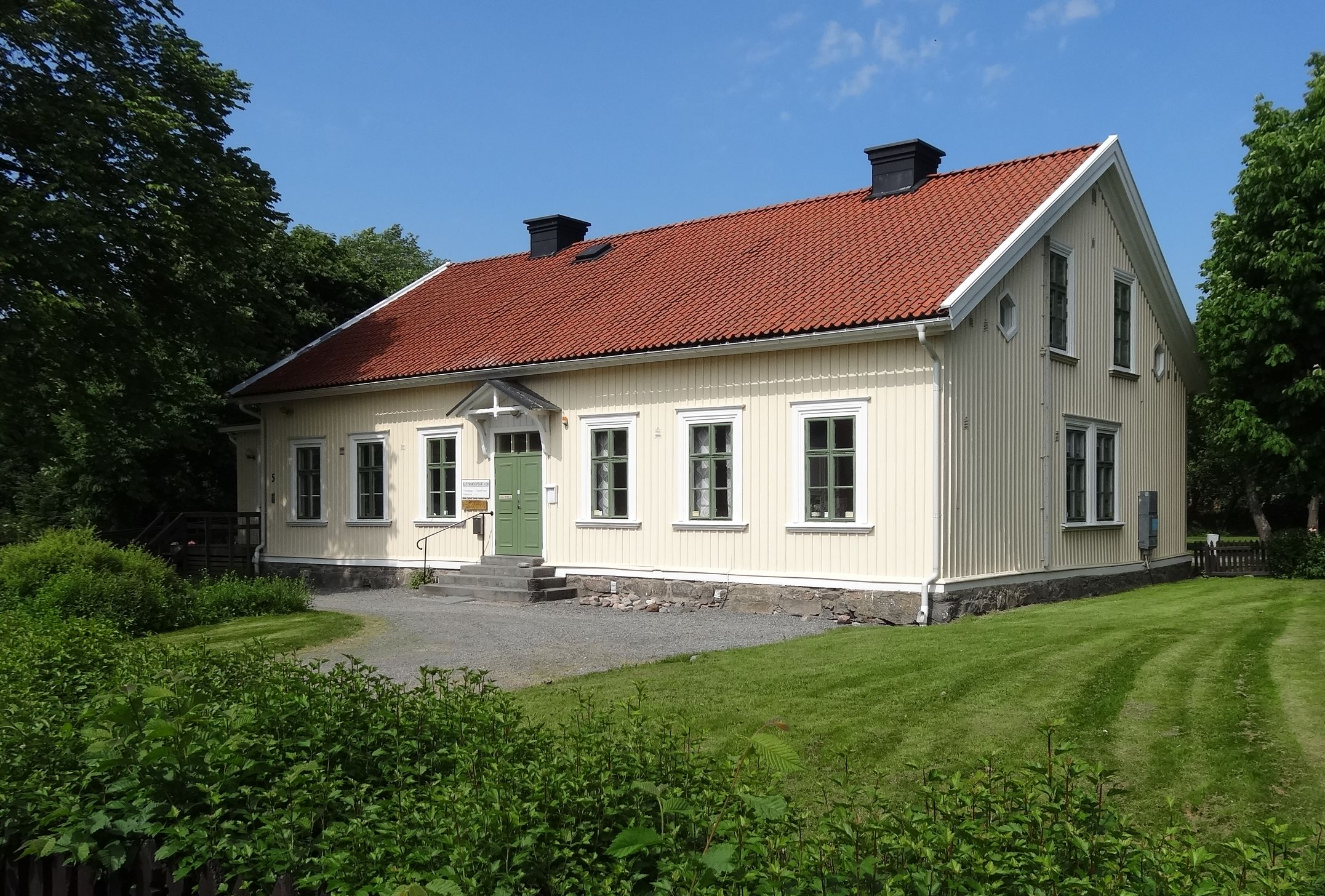
Mangårdsbyggnaden till Älvsborgs Kungsladugård från 1863, belägen i Klippans kulturreservat, sedd från väster.

Ägorna omfattade som mest (ungefär) nuvarande Majorna, Olivedal, Stigberget, Kommendantsängen, Änggården, Slottsskogen (namngiven efter slottet Älvsborg) samt del av Masthugget, Annedal och Risåsen (på vilken Skansen Kronan ligger) och hade 1868 en areal av 370,21 hektar (749 tunnland 30,35 kappland). Den cirka 230 kvadratmeter stora manbyggnaden ligger fortfarande kvar på den östra sidan, i det 40:e kvarteret Älvsborg i stadsdelen Majornas 1:a rote i Älvsborgsgatans förlängning. Den ritades av Göteborgs stadsarkitekt H.J. Strömberg och uppfördes 1863 av byggnadsfirman Bark & Warburg.
Älvsborgs fästning förlorade sin strategiska betydelse i samband med Roskildefreden 1658 och fästningen revs 1660-1673. Kungsladugården övergavs, närmast ödelades. Också det formella sambandet mellan slottet och Kungsladugården upphörde, och fästningens kommendant flyttades till Bohus fästning. Kungsladugårdens huvudbyggnad hade från början varit en tjänstebostad för kommendanten.
Utmed älven anlades på Kungsladugårdens marker under 1700-talet ett stort antal salterier, trankokerier, varv (Kustens och "Baggens"), grytgjuterier, glasbruk, sågkvarnar och brädgårdar. Samtliga ägare var  "torpare" under Kungsladugården och erlade en årlig summa samt dagsverken som anpassades efter varje tomt. Bostäder behövdes nu för både tjänstemän och arbetare, och vid sidan av arbetarnas och sjöfolkets anspråkslösa hus med små kålhagar, växte även större köpmansgårdar med stora trädgårdar upp. Kungsladugården blev därmed huvudgård för hela Majornaområdet, vilket ledde till den framväxande bebyggelse som under lång tid utgjorde en förstad till Göteborg. Hela området införlivades med staden 1868.
Platsen för ladugårdsbyggnaden motsvarar precis den större parkering som ligger i den sydöstra delen av området Klippan vid Oscarsleden, med tomtnummer 720:340. Ladugården brann ner den 27 december 2003. De äldsta delarna av byggnaden var från 1751.

## Historia

### 1500—1700-tal
Troligen existerade någon form av ladugård på platsen redan under senare medeltid, knuten till Älvsborgs slott - som omnämns 1366. Sporadiska uppgifter om ladugården och dess invånare förekommer i  både mantalsregister och räkenskaper för Älvsborgs slott under 1500- och 1600-talen. År 1574 bestod Ladugårdens personal av en ladugårdsfogde, en ängsfogde, en "milka deia" och nio andra. Från Ladugården till slottet levererades kött, gäss, höns och duvor samt smör, ost, ägg och trädgårdsprodukter. På uppemot 400 gårdar i häraderna runt omkring kunde Kungsgården anlita folk för det årliga slåtterarbetet. Underås var en gård i Örgryte på andra sidan Mölndalsån som tillhörde Kungsgården under sent 1500-tal. Ladugården hade ett stort djurbestånd fram till 1600-talets början, då bland annat Kalmarkriget gjorde att även Älvsborg blev indraget. 
Karl IX vistades på Älvsborg under fyra veckor på våren 1603. Hans ärende gällde mötet mellan de danska och svenska riksråden vid Flabäck, som då utgjorde gränsbäck mellan Sverige och Danmark. Ur förråden kvitterade kungens köksmästare ut följande av slottsfogden: 1 oxe, 5 svin, 12 gäss, 3 grisar och 100 höns. Kungsgårdens storhetstid var 1571-1612 då den spelade en viktig roll för statens ekonomiska intressen i älvmynningen och dess försörjning. Främst Kalmarkriget, men också det nya Göteborg (1621) ändrade kungsgårdens förutsättningar helt. Stora områden kring slottet ödelades. Dessutom uppfördes staden till stor del på ängsmark som låg under kungsgården, vilket medförde att mer än hälften av den årliga höstskörden för kungsgården bortföll. Kapaciteten på ängarna var 1 232 stackar årligen.
År 1612 brände danskarna ner ladugården och förde bort ett stort antal oxar, får och kor. År 1610 uppgavs djurbeståndet bestå av: 3 tjurar, 40 kor, 21 ungnöt, 30 får, 30 hästar och ett antal oxar och svin. Generalståthållaren på Älvsborg, Nils Stiernskiöld, disponerade ladugården som förläning, åren 1619 och 1627. Efter att denne stupat, övergick gården till holländaren Claess Petterssonn.
Gällande byggnationer på Kungsladugårdens ägor, skriver Gustav II Adolf i ett brev den 15 oktober 1616 till generalguvernören att: "emedan tomternes, på Ladugårdens egor, upptagande och åbyggnad ej så skyndsamt, som eljest lärer ske, för sig gå, så framt egorne än blifva besådde, hvarigenom de, som sig der vilja nedersätta, föranlåtas att uppskjuta med deras byggnad, till dess grödan i tillkommande år blifver mogen; fördenskull hålla Vi bäst vara, att all åker blifver ödelagd och alla egor får stå till tomter afdelte, till dess de kunna blifva bebygde; till hvilken ända J kunnen tillsäga Magistraten, att straxt låta utmäta berörde egor till behörige tomter, torg och gator."
Sverige och Danmark låg på 1640-talet åter i krig med varandra, och den danske kungen Christian IV belägrade Göteborg samt hotade den från Hisingen. Till befästningsarbeten användes torv från stadens ängar, vilket innebar att Göteborg fick sitt mulbete förstört. Staden kompenserades för detta den 20 januari 1651, då drottning Kristina genom Kungl. Maj:t till Göteborgs stad skänkte Älvsborgs kungsladugård med alla dess ägor "att njuta, bruka och behålla evärdeligen, kvitt och fritt för all dess ordinarie och extraordinarie årliga ränta", undantaget ett område kring Ryssås skans, som var upplåtet åt officerarnas hästar, och av "den hage, som djur- och ängevaktaren bodde på", vilket behölls av Kronan. Älvsborgs Kungsladugård innehades första året av staden själv, men utarrenderades därefter 1652-57 till Clas Henningsson, Otto Schröder och "styckjunkaren Jonas" för 300 daler silvermynt årligen i arrendesumma. Ett riksdagsbeslut om reduktioner 1655 innebar dock att ladugården skulle återgå till Kronan. Ladugården reducerades troligen aldrig, men återgick ändå till Kronan. 

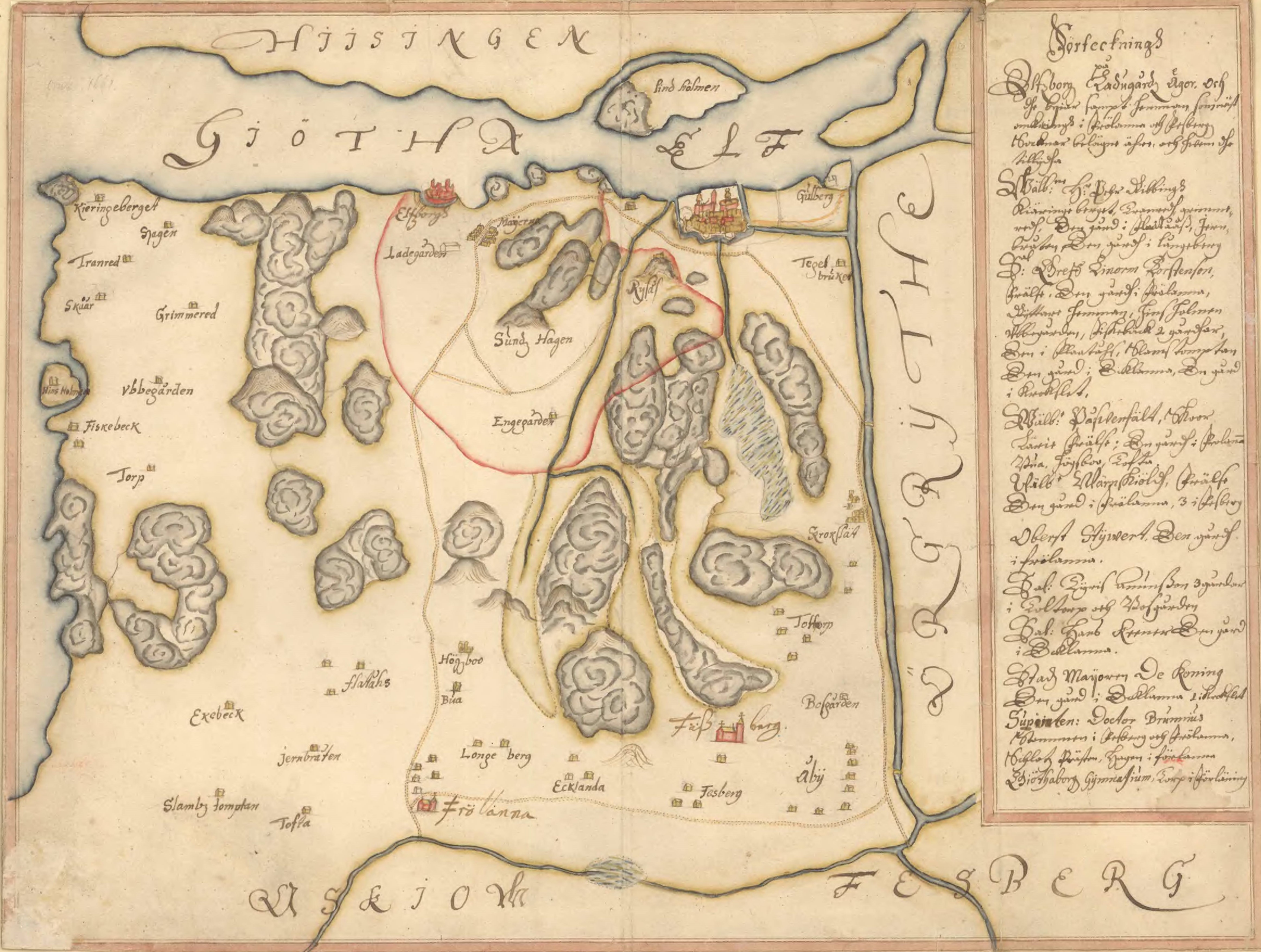
Karta över ägorna till Älvsborgs Kungsladugård, och gårdar i södra och västra Göteborg från cirka 1660. Källa: Krigsarkivet

År 1658 fick landshövding Per Ribbing Kungladugården som förläning, undantaget "Sundshagen" (senare Slottsskogen), och kom att disponera den under hela sin ämbetstid (1648-63). Kungsladugården disponerades som lön mot 100 daler silvermynt som en årlig ränta till Kronan, för landshövdingen i dåvarande Älvsborgs, senare Göteborgs och Bohus län. Ladugården kom därmed att nyttjas av landshövdingarna som sommarresidens och löneförmån under de närmaste tvåhundra åren, med ett kortare avbrott 1716-18. Genom att landshövdingarna kom att arrendera ut tomter för byggrätt, växte Majornas bebyggelse successivt fram. Dagsverken eller en årlig summa som baserades på föregående års markegångstaxa svarade för arrendeavgiften. Som "torpare" under ladugården betraktades även de salterier, trankokerier, glasbruk och varv, som växte upp utmed Göta älvs södra strand.  
Kungsladugårdens utseende och placering före 1650-talet är inte känd, men den låg sannolikt i anslutning till fästningen. Närmare kännedom om Älvsborgs Ladugård med sina ägor får man först med lantmätaren Kiettel Klassons karta från 1655, där ladugårdens byggnader ligger cirka 325 meter sydost om fästningens vallgrav. Byggnaderna var uppförda i vinkel på en gårdsplan, nästan kvadratisk, med en gärdsgård av trä utmed dess östra sida och en smal väg, vilken senare blev Slottsskogsgatan. Strax efter denna tidpunkt bör byggnaderna ha flyttats till eller nyuppförts på den plats som de låg på ända fram till rivningen. Genom att jämföra kartor över området från 1700-talets början och beskrivningen av byggnaderna i ett syneinstrument från 1693, kan man konstatera dessa förändringar. Syneinstrumentet påvisade att ladugårdsbyggnaderna då varit gamla och förfallna sedan lång tid.
Någon av de sista ladugårdsbyggnaderna uppfördes omkring 1665, då endera 1665 eller 1666, en summa på 775 daler silvermynt betalats ut till landshövdingen Peder Sparre "för anwant bygningskostnadt här på Ladugården". Fältmarskalken Rutger von Ascheberg innehade Älvsborgs Ladugård från 1679-80 och fram till sin död 1693. Hans sterbhus avträdde kort efter hans bortgång gården till landshövding Johan Benedict von Schönleben. Manbyggnaden är en envånings träbyggnad säger inventarieförteckningen, och vidare:
"Husets fördeelning inuthi består af een tämmelig stor sahl och fijra kambrar. Wid högra sijdan när man i sahlen ingår äro dhe twänne kambrame, hwaraf nu för tijden den eena nyttias till kök och den andra till mjölkekammare. Uthi kiökskammaren är een baakugn med dertill hörig spis. Wid den wänstre haanden när man i samma sahl ingår, äro dhe andra twänne kambrame. Mitt framför sahlen är een förstuga der uthi nedergången till källaren och upgången till winden finnes".
Byggnaden var en typisk karolinsk herrgårdsbyggnad av det mindre formatet med sexdelad plan och en större sal, placerad i mittaxeln. Vid Aschebergs tillträde var manbyggnaden i mycket dåligt skick, bland annat var husknutarna "mast öfwer allt förrutnade och heelt fnoskige". Även en "gammal särskild bygning som kallas drengstugome" var i uselt skick, vilken "när hans grefl. Excellence Sahl. fältmarskalken trädde till Ladugården war samma bygning möcket gammal och odugelig, dock så att folch kunne bo ther uthi, hwilket nu för tijden alldeles odugelig är". År 1693 bestod gårdens uthusbyggnader av "eett gammalt, heelt odugeligt och nederfallande fähus", en lada med loge och en stallbyggnad, de senaste nyuppförda under fältmarskalkens tid. Manbyggnaden togs ned och återuppbyggdes 1728 med det gamla timret, men ansågs redan efter fyra år så angripen av röta att reparationer var uteslutna.
Det fanns under lång tid en avrättningsplats i närheten av huvudgården, men den slopades på order av generalguvernören den 23 juli 1702. Från den dagen fick de dömda istället sitt straff på galgbacken vid Södra Vägen, ungefär där Carlanderska sjukhemmet nu ligger.

### 1700-tal
Karl XII beslöt den 23 eller 24 maj 1716 att Älvsborgs Kungsladugårdsområdet och Gamla Varvet skulle doneras till Göteborgs stad, då "staden inom Muhrarna och Wallarne är något trång och nödigt är, att den blifwer widgat". Området fick namnet Stadens västra del och delades in i tomter med fasader på högst 30 fot. Husen skulle ha minst två våningar samt eventuell vind. Man skulle även få tolv års frihet från alla utskylder. Först efter att tomterna var bebyggda kunde fastebrev utfärdas. En ny stadsplan togs fram av stadsingenjören Johan Eberhard Carlberg. Enligt kunglig befallning fick egendomens åkrar inte besås, utan skulle ligga obrukade för att kunna bebyggas. Dåvarande landshövdingen Carl Mörner förlorade därmed sin löneförmån, rättigheten att disponera ladugården, men erhöll av staden 4 000 daler silvermynt årligen som kompensation. Stadens nya privilegier upphävdes dock efter Karl XII:s död och återgick till Kronan. Älvsborgs Kungsladugård kombinerades åter med landshövdingetjänsten. Den tidigare landshövdingen på Gotland, baronen Nils Posse, besatte från 1719 landshövdingetjänsten. På en karta från 1718 över Gamla varvet med omgivningar, bestod huvudgården av en L-formad ladugård i områdets sydvästra del, ett bryggeri i områdets södra del, en manbyggnad i den nordöstra delen och åtta andra byggnader i olika storlekar. 
Karl XII:s generalkvartermästare, översten Axel Gyllenkrok utnämndes 1723 till landshövding över Göteborgs och Bohus län. Den årliga ränta som avräknades på landshövdingelönen för ladugården var under många år 100 daler silvermynt, vilket staten vid denna tidpunkt ansåg vara för litet. En laga syn hölls därför i september 1726 för att "närmare undersöka och dömas hwilka som kommer att wara answariga för hwad bem:te Ladugård åhren 1716, 1717 och 1718 af sig kastat". Representanter för Göteborgs stad deltog, och hur skötseln av ladugården varit redovisas i en skrivelse till Kammarkollegiet den 24 oktober 1726: "att staden aldeles icke med någon sig inlåter uti någon twist om huseröta och Ladugårdens nu befindtelige bristfälliga tillstånd, emedan Staden alldrig haft det ringaste dermed att giöra". Göteborgs stad hade aldrig "begärt eller åstundat denne lägenheten", men hade betalat ut 4 000 daler under några år till landshövdingen "utan att wij wete det Staden åtniöt det ringaste Surrogatum deremot".
Gyllenkrok lät i slutet av 1720-talet ta ned och på samma plats åter uppföra manhuset, främst med det gamla timret. Husets mått och rumsindelning behölls, men förstukvisten slopades samt den utskjutande delen av salen. Byggnaden fick därigenom fyra raka väggar. Huset rubricerades trots ombyggnaden i syneprotokollen som "en gammal utdömd karaktärsbyggnad". Kungl. Maj:ts reglemente av år 1750 stipulerade att om landshövdingen hade både en residensbyggnad i staden och en kungsladugård, att ladugården "allenast hålles en liten Caracters-byggning, til Landets prydnad och Landshöfdingens nödwändige herbergerande, när han kan hafwa af nöden, at ther någon gång wistas".
Under landshövding Johan von Kaulbars ämbetstid uppfördes på 1750-talet flera nya ekonomihus, bland annat 1751 den östra delen av ladugårdslängorna, "visthusbyggnaden", utmed Oscarsgatan. Detta ingick i hans "skyldighet" enligt avtal, men han lät även uppföra diverse mindre byggnader samt anlägga en fiskdamm på ängsgärdet utanför gården. Genom en trumma under jorden var den förbunden med en ruddamm i trädgården. Kaulbars tros vara den ende landshövding som faktiskt bott på Älvsborgs Kungsladugård under längre perioder. Han står skriven på "Gambla Elfsborgs Ladugård" i mantalslängder över Örgryte socken från 1750-talet, utan tillägget "som [också] bor i Götheborg", vilket annars var det vanliga bland landshövdingarna. En inblick i hur man levde på gården och tog emot gäster under Kaulbars tid, får man genom en handskriven berättelse från 1754 då baron Johan Christopher von Kiöhler kom på besök och gick iland vid "Kungsladugården der General Kullbars bodde...":
"Herr Generalen sielf träffade wi ensam hemma och blefwo af honom ganska nådigt emot tagne och straxt anmodade at till Afton måltid qware blifwa. Medan det wäntades på Generalinnans och hennes sälskaps hemkomst, fölge Herr General oss utom gården och wiste oss rudera [ruinerna] af den ifrån äldre tider namnkunnige gamla Fästningen Älfsborg, hwars murar nu merendels äro med gräs bewuxne och formera allenast en stor backe eller högd. Denne Herre har ett synnerliget nöje för landt och Åkerbruk, hwaraf oss wisades åtskilliga wedermälen, i synnerhet af den gröda som för ögonen war, hkn stod härlig emillan stenarna, som någor städes i de mäst frucktbärande länder, så snar Generalinnan hemkommit giorde wi hos henne wår upwachtning, och derpå spisade wi straxt Afton måltid, under hkn fömämligast taltes så om Rikets Fästningswärk i almänhet, som synnerligen om dem som äro der wid Giöteborg belägna".
Anders Rudolf Du Rietz tillträdde som landshövding 1772, och därmed även Älvsborgs Kungsladugård.
Mot trädgården och landsvägen var gårdsanläggningen inhägnad med höga, röda plank som försetts med låsta portar. Tre vinkelbyggda uthus omslöt ladugården, och var avskild från mangården genom ett staket på den fjärde sidan. In till ladugården kom man genom ett portlider i de norra och södra längorna. Gården gavs genom allt detta en mycket sluten karaktär.

### 1800-tal
Kungsladugårdens innehavare, landshövding Johan Fredrik Carpelan, erhöll genom "nådiga brev" den 15 juli 1803 och den 12 juli 1806 tillstånd att arrendera ut några av lägenheterna under kungsladugården till sju arrendatorer under trettio år. Men det var som sommarbostad som kungsladugården i allmänhet hade använts av landshövdingarna. År 1821 fick landshövding Axel von Rosen Kungl. Maj:ts tillstånd att få arrendera ut kungsladugården samt de tidigare icke bortarrenderade ägorna som återstod. Masthuggs- och Majbergen och ladugårdens trädgård undantogs. Löjtnanten J.J. Inokaij fick ett år senare ett arrendekontrakt på trettio år. Han lät ganska omgående uppföra ett corps de logis för egna medel. Den gamla, utdömda manbyggnaden såldes på auktion 1801-02, och det var på dess plats som Inokaij byggde en gulmålad envåningslänga. Någon manbyggnad som var kopplad till själva kungsladugården fanns inte vid denna tidpunkt.
Stadens inkomster från kungsladugården uppgick år 1867 till 6 917 riksdaler. Detta inkluderade grundlegor för 400 lägenheter (2 700); arrenden och avgifter för Slottsskogslägenheterna (4 217) samt arrendet för huvudgården (4 766). Taxeringsvärdet för Elfsborgs Kungsladugård var 99 200 riksdaler riksmynt år 1869 och 185 000 år 1898.
Införlivningen med Göteborgs stad
Karl Johans landskommun - där Älvsborgs Kungsladugård ingick - och som omfattade cirka 670 hektar, införlivades med Göteborgs stad 1868, "såsom förstad förenas med nämnda stad". I avtalet med staten ingick även 11 stycken av "Slottsskogslägenheterna", vilka var utarrenderade som en förmån till landshövdingen i länet. Mot en ersättning av 12 000 riksdaler vid 1868 års slut samt ett årligt belopp af 16 000 riksdaler, överlät Kronan till staden hela Kungsladugård med dess utmarker. Beloppet 16 000 stod sig åtminstone fram till 1923. Göteborgs stadsfullmäktige gjorde 1929 en framställning till Kungl. Maj:t om att den årliga avgiften skulle ersättas med ett engångsbelopp samt att Kronan skulle klara ut en tvistefråga om äganderätten till den införlivade marken. Kronan förklarade sig därefter inte ha anspråk på äganderätten till marken, och i ett kungligt brev 1931 deklarerade Kungl. Maj:t att staden skulle få lösa de årliga avgifterna genom en engångssumma av 400 000 kronor. Hela 232,48 hektar av egendomen utgjorde en fortsättning västerut på stadsdelen Masthugget. Området var då redan upplåtet till enskilda och var i huvudsak bebyggt. Äganderätten till marken hade sedan övergått till innehavarna av lägenheterna. Tidigare skatteköpta lägenheter var; de till förra Lorentska porterbryggeriet och sockerbruket hörande ägorna om 5 tunnland 5 95/96 kappland, lägenheten Vädersågen om 25 tunnland 21 9/10 kappland och Gamla varvet. För Kronans eget nyttjande undantogs lägenheter som motsvarade 88 tunnland 14,25 kappland.
"Sundshagen" (tidigaste namnet på Slottsskogen) skulle avsättas till allmän park, vilken började anläggas på 1870-talet och blev Slottsskogsparken, senare Slottsskogen. En stadsplan upprättades 1878 för den övriga marken och 1880-1910 genomfördes utbyggnader i de norra delarna av Majorna och därefter med modernare planer i de södra delarna av Majorna, Kungsladugård och Sandarna.
Införlivningen specificerades i åtta kategorier under förhandlingarna:
- Tomter i Majorna: 471 tunnland. Här ingick cirka 400 mindre tomter ("lägenheter") som var eller förväntades snart bli skatteköpta.
- Slottsskogslägenheterna: 243 tunnland, som övergick till staden med äganderätt. Dessa 11 tomter var:
  - 353 Ryet: 26 tunnland.
  - 354 Stora Malmgården: 40 tunnland.
  - 354½ Carlsro: 15 tunnland.
  - 355 Banehagen: 9 tunnland.
  - 357 Malmgårdsängen: 14 tunnland.
  - 358 Lilla Malmgården: 8 tunnland.
  - 359 Kohagsängen: 18 tunnland.
  - 360 Trädgården: 33 tunnland.
  - 361 Margreteberg: 28 tunnland.
  - 362 Dalen: 13 tunnland.
  - 371 Stubbehagen: 33 tunnland.
  - Även den till skatte försålda tomten 356 Klintens bana ingår i de 243 tunnlanden.[29]
- Allmänna platser och impediment i Majorna: 17 tunnland, som övergick till staden med äganderätt.
- Gamla Älvsborgs Kungsladugårds huvudgård: 491 tunnland, som övergick till staden med äganderätt.
- Undantag för Kronans behov: 88 tunnland
- Lorentska porterbryggeriets ägor: 8 tunnland
- Vädersågen: 26 tunnland
- Gamla Varvet: ? tunnland. Arealen kan "ej uppgifvas", enligt de samtida handlingarna. År 1818 var dock tomtarealen närmare 65 000 kvadratalnar, cirka 38 500 kvadratmeter[33].

## Trädgårdsanläggningarna med omnejd
På 1700-talet låg det en kålgård norr om manbyggnaden, som på tre av sidorna var omgiven av en dubbel stengärdesgård samt ett staket mot mangårdssidan. Längs den östra sidan fanns en kryddgård, inhägnad av ett plank. Kålgården och trädgården låg arkitektoniskt helt avskärmade, såsom fristående från byggnaderna. Trädgården innehöll två mindre ruddammar, vilket var vanligt bland de mer "finare" gårdarna. På 1740-talet blev trädgården "...indelt uti quarter med Winbärs Häckar, samt mit uti et indelt blomster quarter, jämväl några unga fruktbärande Trän Planterade, samt Pileträn omkring Planket..." Enligt syneprotokollet var det Kungsladugårdens dåvarande innehavare (från 1741), landshövding Lorentz Kristoffer Stobée som anlade trädgården, Stobée hade varit lantmätare i sin ungdom i Skåne och anses ha haft stort intresse för ritning och trädgårdsplanering. Det var en konventionell trädgård med geometrisk kvartersindelning, raka sandgångar och planterade häckar kring kvarteren. En planteringshage med tre alléer hade anlagts söder om gården, på andra sidan vägen, som 1809 bestod av 216 träd såsom al, lönn och poppel. År 1772 beskrivs hur trädgården var uppdelad med sandgångar och med krusbärs-, vinbärs- och ligusterhäckar omkring kvarteren. Här fanns då 27 körsbärsträd, 9 päronträd och 17 plommonträd.

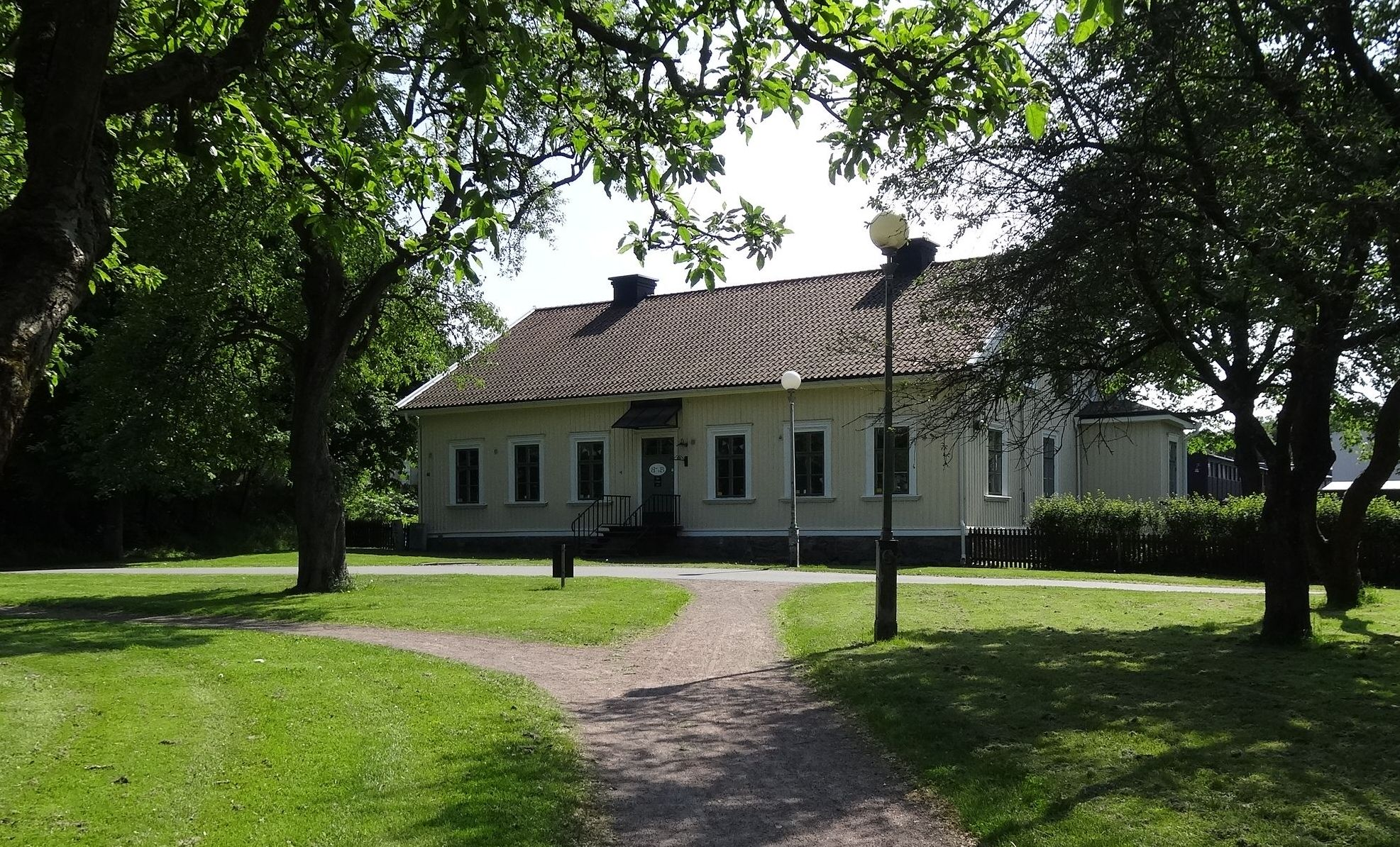
Älvsborgs Kungsladugårds mangårdsbyggnad i Klippans kulturreservat, sedd från den kvarvarande fruktträdgården öster om byggnaden.

Trädgården innehöll i slutet av 1700-talet ett åttkantigt lusthus samt en timrad orangeribyggnad, som var rödmålad och hade skiffertak. I syneprotokollen gick den under namnet "Hermansstufwan" och hade funnits här under lång tid. Namnet på stugan kommer troligen av mansnamnet Herman, en person som ägt stugan. Det åttkantiga lusthuset hade köpts av landshövding af Forselles på 1790-talet och stod på en höjd i trädgårdens östra del. På den tiden fungerade lusthusen både som ett ställe för kaffedrickning och stilla studier samt som utsiktsplats. Landshövding Johan Fredrik Carpelan lät på tidigt 1800-tal bygga till lusthuset med ett rum på vardera den norra och den södra sidan. Taket täcktes med järnplåtar. Därefter benämndes lusthuset i syneprotokollen som "stenhusbyggnaden". På dess murgrund uppfördes under andra halvan av 1800-talet en disponentbostad för det Carnegieska sockerbruket.
Då kronofogden den 3 april 1937 gjorde en tillträdessyn, beskrevs lusthuset så här: "Ett grundmurat stenhus eller Lusthus, täckt med jernplåtar, hwaraf en del dock är söndrigt, så att takdropp på flera ställen förefinnes, inredt till ett åttakantigt rum eller sal samt ett mindre rum på hwardera sidan derom". En liten förstuga av bräder hörde till försedt med tak af bleckplåtar. Byggnaden var utvärdhus på 1820- och 1830-talen och kallades "Hökboet" efter mamsellerna Hök.
Trädgårdsanläggningarna år 1888 bestod av en cirka 800 kvadratmeter stor del med 14 kvarter på den östra sidan, parallellt med dåvarande Oscargatan (nuvarande Oscarsleden) samt en cirka 350 kvadratmeter stor del med 6 kvarter direkt norr om.
Vid tillkomsten av Klippans kulturreservat gjordes trädgården om till en stor gräsmatta.

## Byggnader
Under senare hälften av 1600-talet samt under 1700-talet var byggnaderna som uppfördes på Älvsborgs Kungsladugård knuttimrade, men brädfodrades inte. Möjligen kläddes de mest utsatta knutarna in. Hela manbyggnaden var brädklädd år 1700. Vid en ombyggnad i slutet av 1720-talet, brädfodras och rödfärgas manbyggnaden. Byggnaden har varit försedd med tegeltak ända från 1600-talets slut, så långt det går att kontrollera. Vid denna tidpunkt och in på 1700-talets början var ekonomibyggnaderna täckta med torv på ett underlag av näver eller halm. De var täckta med tegel omkring 1700-talets mitt. Halmviskor kunde utgöra en provisorisk tätning av taken, placerade under tegelpannornas fogar. På mangårdens södra sida - mittemot huvudbyggnaden - låg tjänstefolkets hus, kallat "drengstugorne", under 1600-talet.
Ett enstaka korsvirkeshus uppfördes under 1700-talets senare del på åkergärdet utanför gården. Det innehöll lada och två trösklogar, var brädklätt och täckt med halmtak. Ett brygghus i gråsten med bagarstuga uppfördes under tidigt 1800-tal. Huset fick en tillbyggnad under 1820-talet, och löjtnant J.J. Inokaij använde det bland annat till bränneri. Även denna byggnad låg utanför gårdsomplexet. År 1693 fanns det " eet lijtet stycke uthom Mangården . . . eett heelt förfallit trähus . . . hwar uthi hafwer warit eet bryggehus och köllna". På grund av eldfaran tvingades man att förlägga byggnaden, som innehöll en torkugn för malttorkning, en bit från själva gårdsanläggningen.
Landshövding Samuel af Forselles lät enligt syneprotokollet av 1797 införa en byggnadsteknisk, om än lokal, nyhet på Älvsborgs kungsladugård. Han omtalade för synerätten att "det i Skåne blifwit börjat at upföra, så man- som ladugårdshus af Lera, blandad med halm och någon sand, hwaraf utan tillhjelp af timmer och träwirke, widare än hwad som åtgår till Bjälkar och innanrede, blifwer goda, fasta och waragtiga hus", varför "Landshöfdingen wore hågad, at till Boställes förmån och ortens eftersyn, upsätta dylika lerhus". Innan Forselles avträdde Kungsladugården fanns det ett "Hus af Lerbruk rappadt med kalk" på den södra sidan av vägen, som innehöll drängstuga, smedja och materialbod. Metoden kallades mackelering efter jordbruksreformatorn Rutger Maclean på Svaneholm, och hade lanserats i Skåne tio år tidigare. Men lerbyggnaderna förföll snabbt, och några år senare ansåg synerätten "att dess byggnadssätt här i orten icke kan äga långvarigt bestånd".
Söder om gården, vid Älvsborgsgatan, fanns en smedja bevarad fram till att Oscarsleden drogs fram. Den flyttades troligen dit omkring 1887, då D. Carnegie & Co bytte till sig delar av området kring Kungsladugården av Göteborgs stad. På en karta från den tiden finns en anteckning om att Ladugårdens smedja då flyttats. Väster om gården, på den norra sidan om vägen hade smedjan uppförts mellan 1850 och 1870. Man vet inte om den nyuppfördes där eller flyttades dit från någon annan plats.
Ladugårdslängorna
Den av landshövding Johan von Kaulbars år 1751 uppförda, östra delen av ladugårdslängorna, "visthusbyggnaden", utmed Oscarsgatan var knuttimrad och klädd med bräder "på lock" liksom de övriga längorna. Via gaveln kom man in i en förstuga där en trappa ledde upp till loftet. Bredvid låg "visterhuset", och till vänster om dessa rum gick den stora "spannemålsboden" genom husets hela bredd. Här fanns kraftiga järnkrokar och stora handsmidda järnspikar för upphängning av livsmedel. Fönstren var små, med fyra rutor och försedda med järngaller. Endast ett svagt ljus släpptes in i den gamla timmerbyggnaden. Stora bingar för spannmål tog upp den största delen av golvytan på loftet. Visthusbyggnaden låg mellan ingången till mangården och portlidret, där kom in på ladugården från vägen. Längan på andra sidan av lidret innehöll svinhus, vagnbod och redskapsbod från 1820-talet. Innan dess fanns här ett brygghus, vilket också fyllde funktionen som kök samt ungboskaps- och kalvhus, loge, sädeslada och vagnbod.
Huvuddelen av den norra längan, bevarad fram till branden 2003, innehöll från öst till väst stall, oxhus och en foderlada. Alla tolv båsen i oxhuset var bevarade. Under 1800-talets senare del användes en del av oxhuset som häststall där en höränna fanns ovanpå. År 1801 uppfördes den mellersta uthusbyggnaden, som innehöll fä- och fårhus. På grund av sättning i väggarna byggdes den om 1869 och blev då något större. Genom ett portlider i södra längan och ett i den norra längan kom man in till ladugården. På 1840-talet uppfördes en brygghusbyggnad, öster om det norra portlidret, vilken bildade den norra längans gavelparti. Den inrymde förstuga, brygghus och bagarstuga, dräng- och pigkammare samt en mjölkkammare. Bakugnen i förstugan var i bruk fram till 1930-talet. Gråsten bildade golv i förstugan och brygghuset. Intill den norra längans portlider låg tidigare en byggnad, som von Kaulbars lät uppföra vid samma tidpunkt som visthusboden, alltså 1751. Där fanns två förstugor, en mjölkkammare och en "Slöjde Stufwa". År 1800 dömdes byggnaden ut, och det beslutades att den skulle "försäljas till hjelp vid uppförande af karaktershus", då den ansågs "mycket förfallen och öfverflödig". Den blev nedtagen först 1828 och pengarna "levererades till Lantränteriet".
Kungsladugården restaurerades 1974, och därefter fick ett flertal föreningar sin verksamhet förlagd hit, exempelvis en förening för fartygshistorisk forskning, Klubb Maritim. Det tillgängliga utrymmet i ladugårdslängorna anges 1987 till 977 kvadratmeter.

## Silverkällan
Silverkällan, var en stadsbrunn i kvarteret Bolmörten vid nuvarande Bruksgatan i Kungsladugård. Källan försörjde Kungsladugården med färskvatten. Den låg några hundra meter väster om huvudgården i den nordvästra delen av det nuvarande området för spårvagnshallarna, och lades igen i början av 1880-talet när hallarna vid Älvsborgsgatan uppfördes och Bruksgatan lades ut. Det var egentligen två källor bredvid varandra, där den ena troligen kallades för Guldkällan. Båda källorna var stadsbrunnar åt Älvsborgs stad och Älvsborgs slott. Bruksägaren David Carnegie byggde ett källhus av rött tegel över brunnen. Trots att källan inte hade några kända, hälsobringande effekter, blev det ett tag populärt att "dricka brunn" där.